# 덕산면 (예산군)
덕산면(德山面)은 대한민국의 충청남도 예산군에 설치된 면이다.

## 연혁
- 1405년 (조선 태종 5년) : 덕풍현(德豊縣)과 이산현(尼山縣)을 합병해 덕산면으로 개칭함
- 1413년 (조선 태종 13년) : 덕산군으로 승격되어 현감이 배치됨
- 1914년 3월 1일 : 부군면 통폐합으로 현내면과 나박소면을 합병해 예산군으로 편입되어 덕산면이 설치

| 조선총독부령 제111호 |                                                                               |
| 구 행정구역          | 신 행정구역                                                                   |
| 덕산군 현내면        | 덕산면 대치리, 둔리, 북문리, 상가리, 사동리, 신평리, 시량리, 옥계리, 읍내리   |
| 덕산군 나박소면      | 덕산면 광천리, 낙상리, 내라리, 대동리, 복당리, 사천리, 외라리                 |
| 덕산군 내야면        | 봉산면 구암리, 당곡리, 봉림리, 사석리, 시동리, 옥전리, 옹안리, 하평리, 효교리 |
| 덕산군 외야면        | 봉산면 고도리, 금치리, 궁평리, 마교리, 화전리                                 |
| 덕산군 고현내면      | 봉산면 대지리                                                                 |
| 덕산군 고현내면      | 고덕면 대천리, 석곡리                                                         |
| 덕산군 거등면        | 고덕면 상궁리                                                                 |
| 덕산군 고산면        | 고덕면 몽곡리, 상몽리, 상장리, 오추리, 지곡리, 호음리                         |
| 덕산군 도용면        | 고덕면 구만리, 사리, 용리                                                     |
- 1965년 4월 : 행정구역 분구(16개 리→25개 리)
- 1968년 4월 : 행정구역 분구(25개 리→26개 리)
- 1982년 6월 : 신평리 344-1에 면청사 신축

## 행정 구역
| 법정리 | 행정리                    | 비고                   |
| ------ | ------------------------- | ---------------------- |
| 광천리 | 광천1리, 광천2리          |                        |
| 낙상리 | 낙상1리, 낙상2리          |                        |
| 내라리 | 내나리                    |                        |
| 대동리 | 대동리                    |                        |
| 대치리 | 대치1리, 대치2리          |                        |
| 둔리   | 둔1리, 둔2리              |                        |
| 복당리 | 복당1리, 복당2리          |                        |
| 북문리 | 북문리                    |                        |
| 사동리 | 사동리                    |                        |
| 사천리 | 사천1리, 사천2리          |                        |
| 상가리 | 상가리                    |                        |
| 시량리 | 시량1리, 시량2리, 시량3리 |                        |
| 신평리 | 신평1리, 신평2리          | 면 행정복지센터 소재지 |
| 옥계리 | 옥계리                    |                        |
| 외나리 | 외나1리, 외나2리          |                        |
| 읍내리 | 읍내1리, 읍내2리          |                        |

## 학교
- 덕산초등학교 (읍내리)
- 시량초등학교 (시량리)
- 수덕초등학교 (외라리)